# Благоєво (Разградська область)
Благо́єво (болг. Благоево) — село в Разградській області Болгарії. Входить до складу общини Разград.

## Населення
За даними перепису населення 2011 року у селі проживали 530 осіб.
Національний склад населення села:
| Національність   | Кількість осіб | Відсоток |
| ---------------- | -------------- | -------- |
| болгари          | 464            | 88,4%    |
| турки            | 56             | 10,7%    |
| цигани           | 3              | 0,6%     |
| Всього відповіли | 525            |          |

Розподіл населення за віком у 2011 році:
Динаміка населення: